# Prestation de serment des rois des Belges
Vous lisez un « bon article » labellisé en 2023.

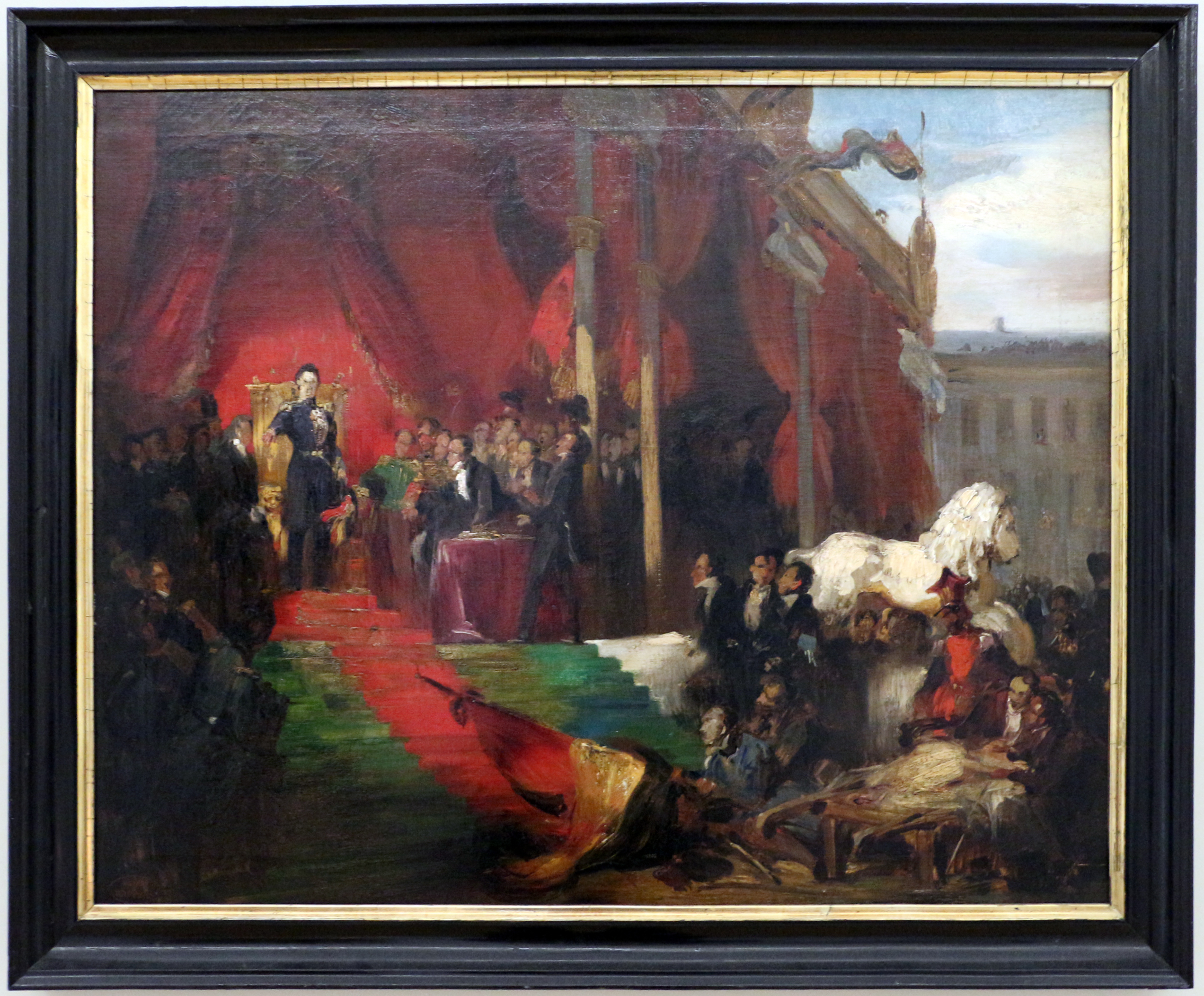
Étude pour « La prestation de serment du roi Léopold Ier (roi des Belges) », par Gustave Wappers (1831).

La prestation de serment des rois des Belges est la cérémonie au cours de laquelle le prince héritier de Belgique prête le serment qui lui permet de devenir roi des Belges. Prévue par l'article 91 de la Constitution belge, cette cérémonie se déroule au palais de la Nation, siège du Parlement belge, dans les dix jours suivant la mort ou l'abdication du monarque précédent. Le même serment est prêté s'il y a lieu par le régent désigné par les Chambres en cas d'incapacité de régner du Roi durant plus de dix jours.
Geste extrêmement symbolique et fondamental dans le système belge de la monarchie constitutionnelle, la prestation de serment le distingue fondamentalement des successions automatiques des monarchies d'Ancien Régime car elle conditionne l'accession du souverain au trône. Par cet acte d'acceptation de son mandat constitutionnel, le roi devient le délégué de la Nation et se rend capable d'exercer les prérogatives qui lui sont dévolues dans la Constitution.
La date anniversaire de la première prestation de serment, effectuée par Léopold Ier le 21 juillet 1831, est, depuis une loi du 27 mai 1890, le jour de la fête nationale.

## Histoire

### Surlet de Chokier (régent)
Bien qu'il ne s'agisse pas réellement d'un serment royal, il est opportun de mentionner la prestation de serment du régent Érasme-Louis Surlet de Chokier le 25 février 1831. Se déroulant au Palais de la Nation, la cérémonie se déroule dans un décor fastueux et en présence d'un large public entassé dans les tribunes. Vêtu d'un simple habit noir, le Régent est accueilli par une haie de gardes civiques qui lui présente les armes. Debout sur une estrade à côté d'un trône de velours cramoisi sur lequel il refuse modestement mais fermement de s'asseoir, il prête le serment constitutionnel avant de prononcer un bref discours et d'être ovationné très vivement.

« Votre choix, messieurs, pour remplir ces éminentes fonctions s'est fixé sur ma personne ; en même temps qu'il est le témoignage le plus flatteur, le plus honorable qu'un citoyen puisse jamais recevoir de la confiance et de la bienveillance des représentants de la Nation, il m'impose des devoirs et des obligations dont il me serait impossible de m'acquitter avec honneur, si je ne suis soutenu par la continuation de ces mêmes sentiments. »

— Discours du régent Surlet de Chokier.

### LéopoldIer
Après ce précédent, la toute première prestation de serment royal de l'histoire de la Belgique se déroule le 21 juillet 1831 selon un cérémonial très différent, et qui ne sera pas répété pour les investitures ultérieures. En effet, Léopold de Saxe-Cobourg et Gotha, élu roi sous le nom de Léopold Ier, arrive dans un pays inconnu où tout a déjà été préparé par le régent du royaume et les autres membres du Congrès national. Pour cet événement important pour le jeune royaume, les instances politiques prennent comme modèles tant les Joyeuses Entrées des anciens ducs de Brabant que les investitures des Pays-Bas (celle de l'ancien roi Guillaume Ier s'étant d'ailleurs déroulée à Bruxelles) et de l'ancienne principauté de Liège. C'est pour cela que cette cérémonie, contrairement aux prestations de serment ultérieures, se déroule en place publique.

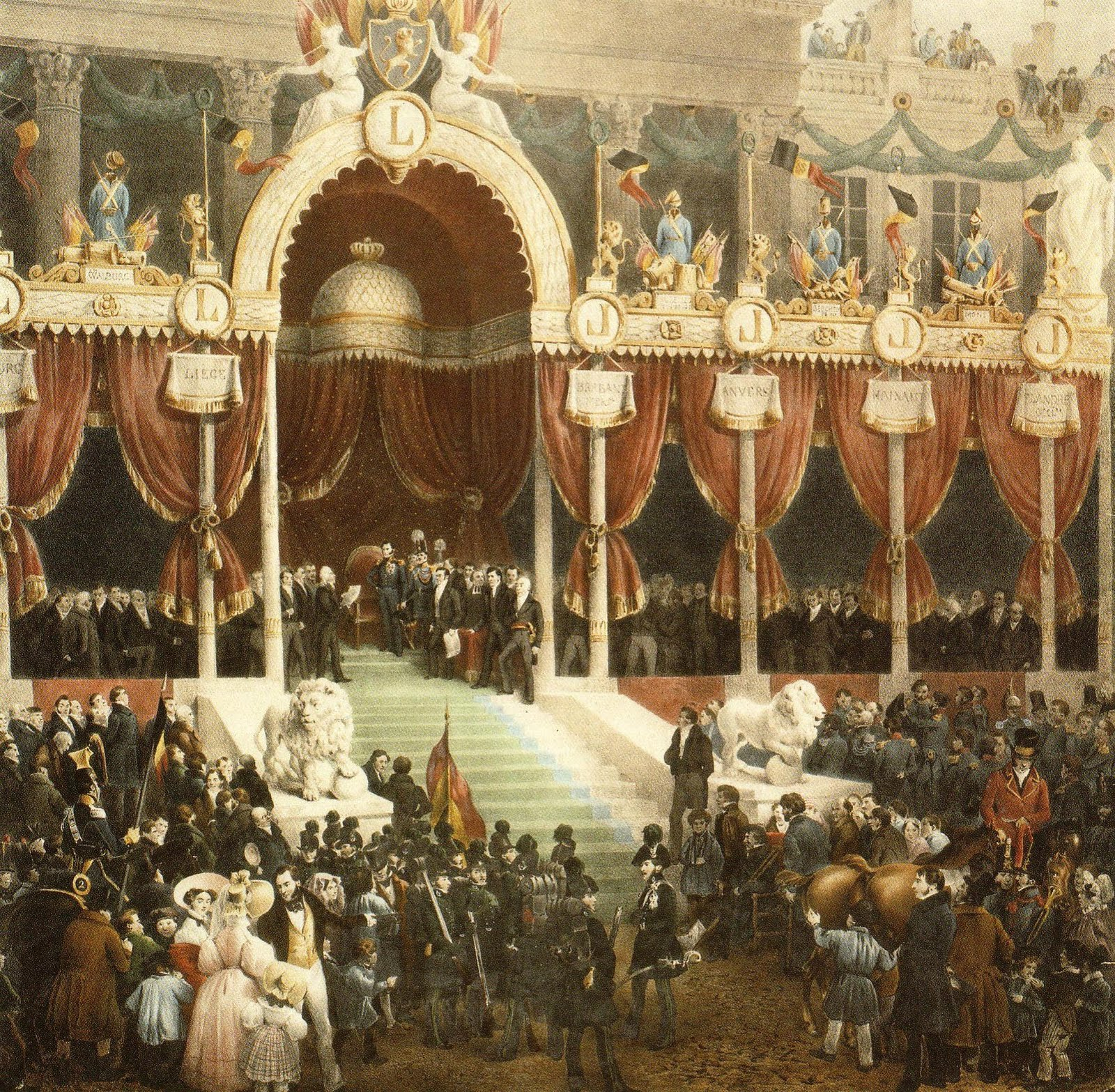
La prestation de serment de Léopold Ier (roi des Belges), par Gustave Wappers (1831).

Arrivé à Bruxelles à l'aube par la porte Guillaume où Nicolas Rouppe, bourgmestre de Bruxelles, lui présente les clés de la ville (que le roi refuse d'ailleurs de prendre en disant « qu'elles ne sauraient être en de meilleures mains »), Léopold se rend sur la place Royale devant l'église Saint-Jacques-sur-Coudenberg où la suite de la cérémonie va se dérouler. Une estrade surélevée et un dais portant les noms des victoires de la Révolution ont été construits. La galerie est tendue de draperies pourpres, devant lesquelles sont groupés les membres du Congrès et une foule nombreuse poussant des vivats enthousiastes. La cérémonie débute à 13 h 15 par la remise des pouvoirs du régent à Étienne de Gerlache, président de la Chambre des représentants, puis par la lecture de 139 articles de la Constitution par le vicomte Charles Vilain XIIII. Enfin, le roi prononce le serment et un petit discours en français, à la suite duquel Étienne de Gerlache lui dit « Sire, montez au trône ! ».

« Belge par votre adoption, je me ferai aussi une loi de l’être toujours par ma politique […]. Messieurs, je n’ai accepté la couronne que vous m’avez offerte qu’en vue de remplir une tâche aussi noble qu’utile, celle d’être appelé à consolider les institutions d’un Peuple généreux et de maintenir son indépendance. Mon cœur ne connait d’autre ambition que celle de vous voir heureux »

— Discours du roi Léopold Ier le 21 juillet 1831.

### LéopoldII

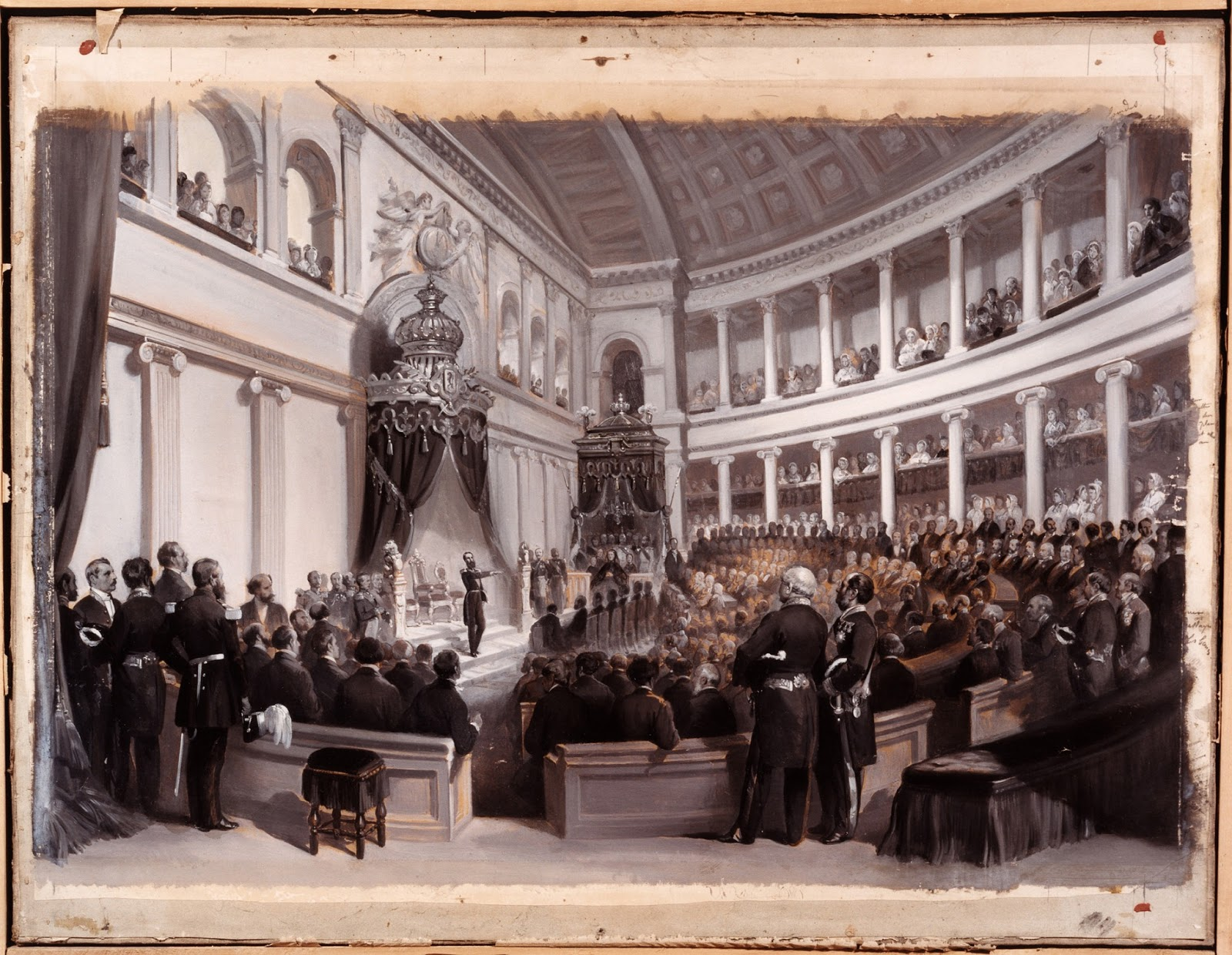
Prestation de serment de Léopold II (roi des Belges), gouache sur photographie à l'albumine par Louis-Joseph Ghémar (1865).

Sept jours après la mort de Léopold Ier, c'est son fils aîné le prince Léopold qui prête serment le 17 décembre 1865 afin de devenir Léopold II. Arrivé à cheval avec son frère Philippe au palais de la Nation sous les acclamations massives de la population, il entre dans un hémicycle décoré sobrement. Selon le souhait du souverain, un trône aux accoudoirs décorés de lions et dont le dossier est tendu de velours rouge marqué de la devise nationale est disposé sous un dais royal (cet équipement n'a cependant aucun rôle réel et a plutôt un simple rôle d'apparat). Dans l'assistance, en plus du corps parlementaire, les ministres, la magistrature, les hauts-fonctionnaires, l'épiscopat et le corps diplomatique sont réunis dans l'hémicycle. Habillée en tenue de deuil, la famille royale est installée dans une tribune à part (selon la volonté du souverain) et accompagnée d'un grand nombre de membres de l'aristocratie. Après la prestation de serment et le discours qu'il a rédigé personnellement, le roi et son fils Léopold, duc de Brabant, apparaissent sur le balcon du Palais royal pour assister à une parade militaire sur la Place des Palais. La cérémonie se déroule dans une ambiance joyeuse et un « enthousiasme indescriptible ».

« La Belgique a vu s’accomplir des choses qui, dans un pays de l’étendue du nôtre, ont rarement été réalisées par une seule génération. Mais l’édifice dont le Congrès a jeté les fondements peut s’élever et s’élèvera encore. »

— Discours du roi Léopold II le 17 décembre 1865.

### AlbertIer

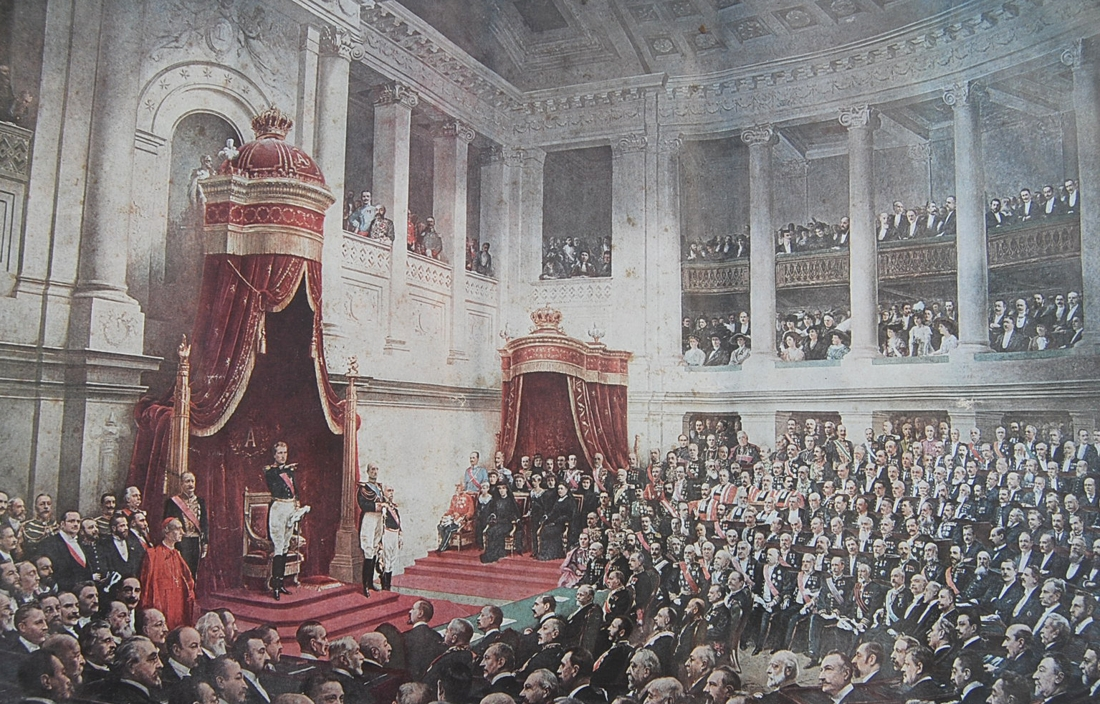
Prestation de serment du roi Albert Ier (roi des Belges), par Jules Cran (1909).

Le 23 décembre 1909, six jours après la mort de Léopold II, son neveu le prince Albert se rend lui aussi au palais de la Nation à cheval. Dans le même décor que pour son oncle, il rejoint la famille royale déjà installée sous son dais. Pour la première fois, le monarque prête aussi serment en néerlandais pour bien marquer le bilinguisme du royaume sanctionné par la loi d'Égalité. Après avoir été ovationné des parlementaires, des représentants du Parti ouvrier tentent d'interrompre la cérémonie par un « Vive le suffrage universel ! » pour clamer leurs revendications. Cependant, dès le premier mot prononcé, l'assemblée s'exclame « Vive le roi ! » et étouffe la voix des perturbateurs. Dans son discours qu'il a écrit personnellement, le nouveau roi fait aussi mention d'une volonté d'améliorer la politique coloniale en voulant appliquer au Congo « un programme digne d’elle ». Le lendemain, un Te Deum est chanté à la cathédrale Saint-Michel-et-Gudule en présence du couple royal.

« J’ai la nette vision de ma tâche. Le devoir des Princes est dicté à leur conscience par l’âme des peuples ; car, si le Trône a ses prérogatives, il a surtout ses responsabilités. »

— Discours du roi Albert Ier le 23 décembre 1909.

### LéopoldIII
Le prince Léopold prête serment le 23 février 1934, six jours après l'accident d'alpinisme d'Albert Ier. Se déplaçant à cheval avec son frère Charles, il est acclamé par la foule tout au long de son trajet du château de Laeken jusqu'au palais de la Nation. Il prononce son serment sans hésitation, bien que son visage semble marqué par la tristesse de son deuil. Une fois devenu roi, Léopold III se rend à la colonne du Congrès pour rendre hommage au Soldat inconnu.

« Je sais les devoirs difficiles que ce serment m'impose, pour les accomplir sans défaillance je ne pourrai mieux faire que de m'inspirer de l'exemple de trois grands prédécesseurs […]. La dynastie belge est au service de la Nation. J’ai la ferme volonté de ne jamais l’oublier… »

— Discours du roi Léopold III le 23 février 1934.

### Charles (régent)
En 1944, après la Libération, le roi Léopold III est prisonnier du Troisième Reich et est donc dans l'impossibilité de régner. Malgré les règles constitutionnelles prévoyant une régence au-delà de dix jours d'interrègne, les partis républicains tentent d'instaurer une république. Finalement, après deux tours de scrutins, le comte de Flandre, frère cadet du roi, est choisi comme régent. Le lendemain, 21 septembre 1944, dans un décor très simple mais garni des drapeaux des pays alliés, il prête serment dans la précipitation pour, selon son expression, « sauver le brol ». Il s'agit aussi du premier serment prêté sans bras tendu (rappelant trop le salut romain des rituels fascistes).

### Baudouin

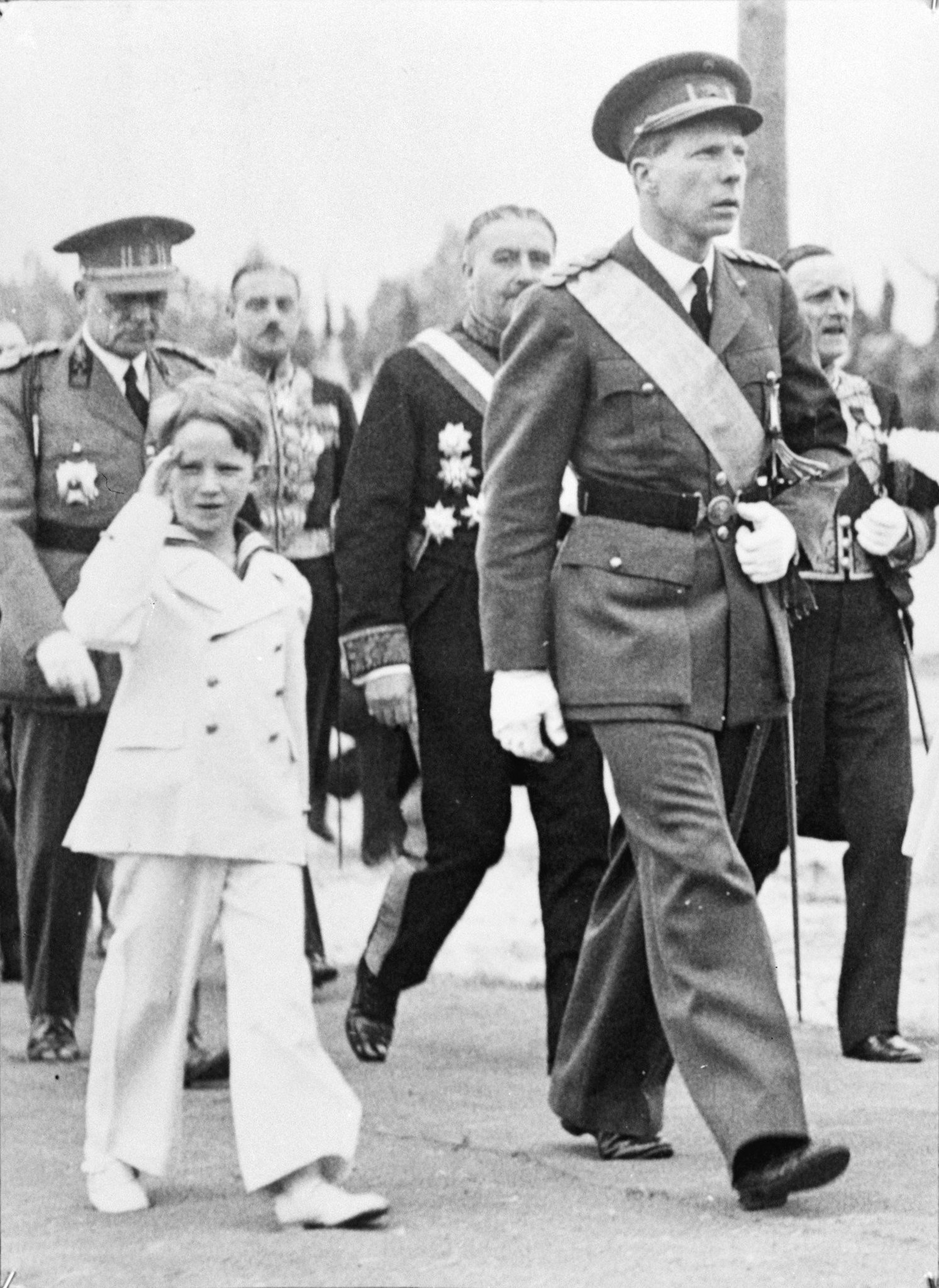
Le régent Charles accompagné du jeune prince Baudouin.

Le roi Baudouin a prêté deux fois serment. Le premier serment a lieu le 11 août 1950, quand pour résoudre la Question royale, Léopold III décide de déléguer ses pouvoirs à son fils qui devient alors « prince royal » (ce titre particulier, équivalent à une régence de fait, est attribué car Léopold voulait retarder au maximum son abdication). C'est lors de cette cérémonie et face à un prince visiblement mal à l'aise qu'est lancé le tonitruant « Vive la République ! » par les parlementaires communistes dont Julien Lahaut était le chef, mais qui sont vite étouffés par des acclamations pour le prince. Baudouin prête son serment sans vouloir montrer la moindre attention aux poussées républicaines. Le deuxième serment se déroule le 17 juillet 1951, lendemain de l'abdication du roi Léopold. Moins somptueux que les cérémonies de ses prédécesseurs, ils se déroulent en l'absence de représentants de monarchies étrangères et de la famille royale, les événements étant peu propices aux grandes joies familiales. Une fois devenu roi, Baudouin va rendre un hommage au Soldat inconnu puis apparaît, seul et avec un visage grave, au balcon du palais royal.

« L’union de toutes les forces du pays et la compréhension mutuelle de nos deux cultures nationales rendront possible le développement constant du patrimoine matériel et moral de la Belgique […]. J'espère qu’avec mon gouvernement, j’arriverai à faire régner la concorde entre les Belges. »

— Discours du roi Baudouin.

### AlbertII
Le 9 août 1993, deux jours après les funérailles du roi Baudouin, son frère Albert, prince de Liège, arrive à 15 heures au palais de la Nation. Dans un décor volontairement épuré et sans dais, mais toujours avec la présence du fauteuil royal (qui était d'ailleurs trop grand pour lui), le souverain prête pour la première fois serment dans les trois langues officielles : en néerlandais, en français puis en allemand. Cette action marque aussi le premier serment royal prêté par le roi d'une Belgique fédérale. Le prince, visiblement très ému, tremble de la tête et des mains. Avant sa prestation, le parlementaire anarchiste Jean-Pierre Van Rossem clame « Vive la République d'Europe ! » mais le reste de l'assistance lui répond aussitôt « Vive le roi ! ». Après avoir prononcé un discours très réussi selon le monde politique, une voiture ramène le couple royal jusqu'au palais royal pour la traditionnelle apparition au balcon.

« En ce moment où les égoïsmes collectifs prennent un peu partout dans le monde des formes inquiétantes, montrons qu'il est possible de faire vivre harmonieusement dans un même pays les femmes et les hommes de cultures différentes qui l'habitent… Pour faire face à la menace de l'égoïsme collectif, il n'y a qu'une solution : la solidarité. »

— Discours du roi Albert II le 9 août 1993.

### Philippe

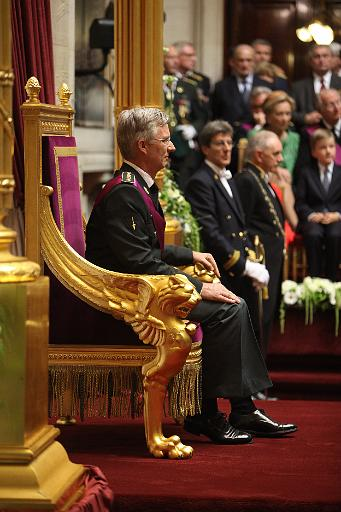
Le roi Philippe assis sur le trône lors de sa prestation de serment.

Le 21 juillet 2013, jour de fête nationale, le roi Albert II abdique. Le prince Philippe, présent lors de la cérémonie d'abdication de son père qui se déroule au palais royal, se rend ensuite au palais de la Nation. Vers midi, il prête serment et devient ainsi le septième roi des Belges. Il est alors applaudi longuement par les parlementaires et la famille royale avant de déclamer son discours d'une voix assurée. Pour une fois, personne n'a interrompu la cérémonie par une quelconque proclamation.

« Nous sommes confrontés à une crise qui frappe durement de nombreux concitoyens. Je veux aujourd'hui encourager chaque homme et chaque femme à faire face. Il y a en chacun de nous un potentiel insoupçonné qui n'attend qu'à se révéler. J'en suis profondément convaincu. »

— Discours du roi Philippe le 21 juillet 2013.

## Analyse juridique
Si la majorité des monarques européens prêtent serment lors de leur investiture, la monarchie belge se distingue en ce que ce serment conditionne l'accès au trône, et qu'il existe donc un interrègne : ainsi, le prince ne devient véritablement roi qu'à l'instant de sa prestation de serment, dans les formes prescrites par l'article 91 de la Constitution belge. Certains constitutionnalistes estiment cependant que le serment permet seulement l'exercice des pouvoirs attribués par la Constitution (le titre royal se transmettant directement à la mort du prédécesseur), mais leur avis est loin d'être unanime. Au contraire de l'usage des monarchies d'Ancien Régime, la succession n'est donc pas automatique.
La prestation de serment est ainsi le véritable fondement de la monarchie constitutionnelle belge, proche d'un système quasi-républicain assorti d'hérédité, et qui repose sur l'acceptation par le souverain de son mandat de délégué de la Nation : le roi est ainsi un « simple » magistrat dans l'ordre constitutionnel. Très symboliquement, c'est d'ailleurs à lui de se déplacer pour venir prêter serment devant les Chambres réunies. 
Pour Walter Ganshof van der Meersch, « pour accéder au trône, il faut que [le roi] renouvelle par le serment le pacte qui unit la nation à une dynastie qui ne règne que par la volonté du constituant et non en vertu de droits préexistants ». Henri Pirenne déclare quant à lui que le roi doit se rendre devant les Chambres, dépositaires du pouvoir du Congrès national, pour « prendre la couronne et, si l'on peut ainsi dire, conclure le mariage mystique qui [doit] l'unir à la Nation ».

## Déroulement

### Accès au trône
Comme indiqué par l'article 85 de la Constitution belge, la Belgique est une monarchie héréditaire « dans la descendance directe, naturelle et légitime de S.M. Léopold, Georges, Chrétien, Frédéric de Saxe-Cobourg, par ordre de primogéniture ». Ces règles excluent donc les enfants adoptés ou adultérins que pourrait avoir le roi. Les règles de succession n'ont été modifiées que deux fois depuis 1831 : la première fois quand, le 7 septembre 1893, le roi Léopold II décide de « déchoir de ses droits à la couronne » l'héritier qui se serait marié sans le consentement royal, et la deuxième, le 21 juin 1991 quand la loi salique est abrogée, permettant aux femmes de monter sur le trône (mais seulement à partir de la descendance d'Albert II, raison pour laquelle Joséphine-Charlotte de Belgique n'est pas montée sur le trône à la mort de Baudouin).
En l'absence de roi pour cause de décès ou d'abdication, le conseil des ministres prend en charge les pouvoirs constitutionnels du souverain. Cet interrègne ne peut durer plus de dix jours, et existe jusqu'à la prestation de serment de l'héritier présomptif, ou à défaut (par exemple si ce dernier est trop jeune) jusqu'à la nomination d'un régent et sa prestation de serment dans les mêmes formes que dans le cas d'un roi.

### Cérémonie au palais de la Nation
Le déroulement qui est décrit ici correspond à la cérémonie de prestation de serment du roi Philippe le 21 juillet 2013, réduit de l'abdication et des hommages du roi Albert II ainsi que des cérémonies propres à la fête nationale ; des différences existent donc avec les cérémonies antérieures.
Après être arrivé devant le péristyle du palais de la Nation, le prince héritier vêtu d'un uniforme militaire rentre dans le bâtiment. Dans le même temps, la salle de l'hémicycle se remplit de plusieurs centaines d'invités : parlementaires, ministres, députés, membres des hautes juridictions, ambassadeurs, ecclésiastiques et représentants de l'Union européenne et de l'Otan s'installent dans leurs sièges, ou à défaut restent debout dans les travées. À la gauche du trône se trouvent d'autres fauteuils destinés aux membres de la famille royale. Ces derniers s'installent tour à tour en étant applaudis par l'assistance (lors du dernier serment presté, l'ordre d'entrée est le suivant : les enfants royaux, la reine Fabiola, la princesse Mathilde, le roi Albert II et la reine Paola, et enfin le reste de la famille royale). Ensuite, l'huissier annonce l'arrivée du souverain dans les trois langues nationales en disant : « De Koning ! Le Roi ! Der König ! » (alors que, constitutionnellement parlant, il ne sera roi qu'après la prestation de serment). Les présidents du Sénat et de la Chambre des Représentants accueillent le prince et l'invitent à prêter serment. Celui-ci déclare alors la formule constitutionnelle dans les trois langues officielles, le bras levé avec l'index et le majeur relevés et joints :
| Serment en néerlandais | Serment en français | Serment en allemand |
| --- | --- | --- |
| Ik zweer dat ik de Grondwet en de wetten van het Belgische volk zal naleven, 's Lands onafhankelijkheid handhaven en het grondgebied ongeschonden bewaren. | Je jure d'observer la Constitution et les lois du peuple belge, de maintenir l'indépendance nationale et l'intégrité du territoire. | Ich schwöre, die Verfassung und die Gesetze des belgischen Volkes zu beachten, die Unabhängigkeit des Landes zu erhalten und die Unversehrtheit des Staatsgebietes zu wahren. |

La Belgique a dès cet instant un nouveau roi : l'assistance ovationne son souverain, jusqu'à ce que ce dernier reprenne la parole afin de prononcer son discours personnel. La Brabançonne et l'Hymne européen sont ensuite joués et le nouveau monarque signe le Livre d'or et quitte le bâtiment. Pour fêter l'événement, 101 coups de canons espacés de 30 secondes sont tirés depuis le parc du Cinquantenaire.

### Joyeuse Entrée

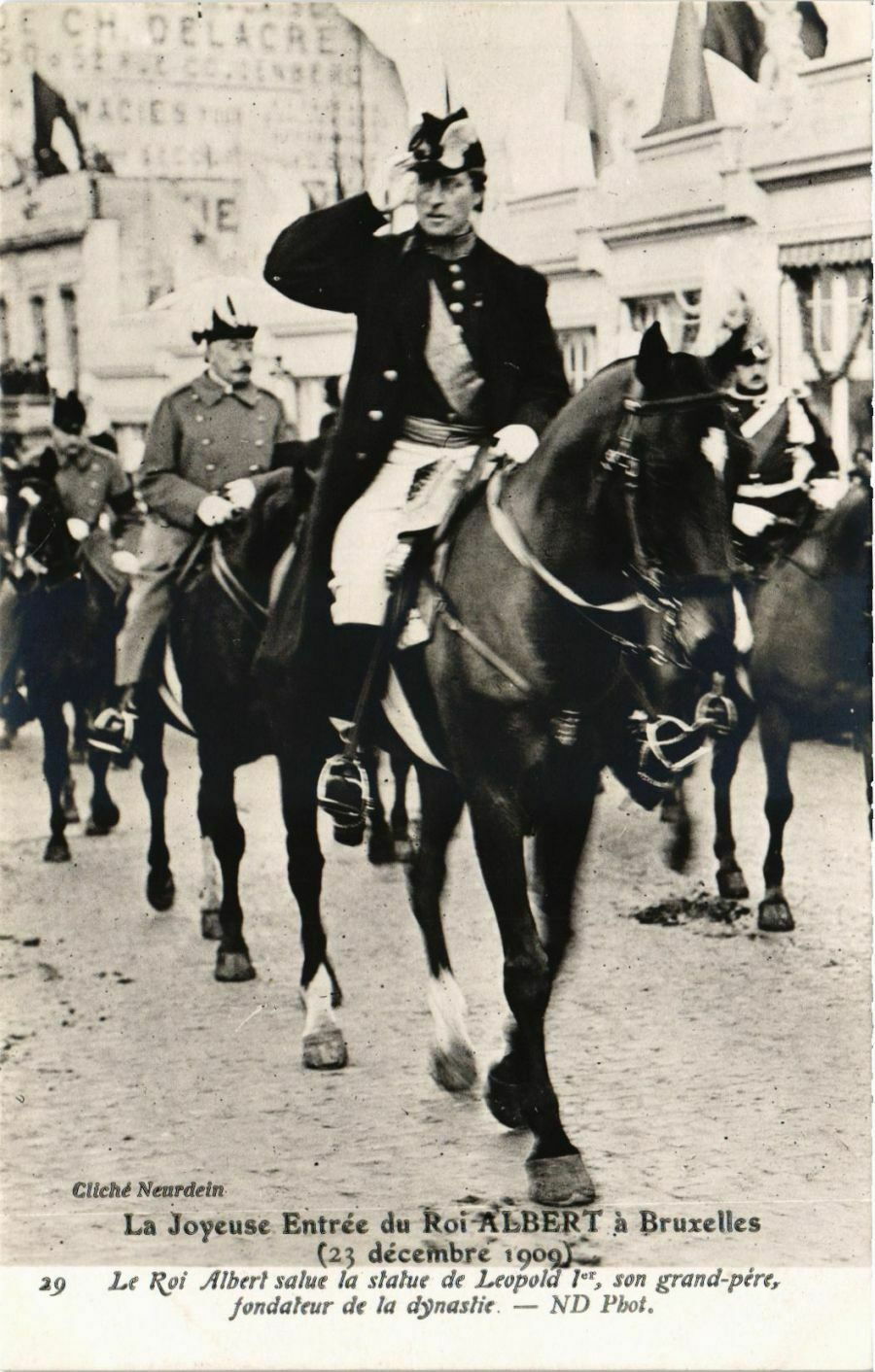
Joyeuse Entrée d'Albert Ier à Bruxelles le 23 décembre 1909.

Après cette cérémonie, le couple royal effectue sa Joyeuse Entrée dans Bruxelles. Sous la protection de l'Escorte royale à cheval, la voiture remonte la rue Royale encombrée par une foule enthousiaste jusqu'à arriver au palais royal. La famille royale fait alors une apparition au balcon du palais pour saluer la foule rassemblée sur la Place des Palais. D'autres Joyeuses Entrées se dérouleront dans les principales villes du pays dans les jours suivant la cérémonie, pour permettre à la population entière d'acclamer le roi.

### Cérémonie à la colonne du Congrès
Le couple royal se dirige vers la colonne du Congrès sous escorte policière. Arrivé à destination, le roi salue le Premier ministre, le ministre de la Défense et les chefs des différentes sections de l'armée. Devant la colonne du Congrès, il s'incline au son du clairon devant la tombe du Soldat inconnu et ranime la flamme éternelle. Il rend ensuite un nouvel hommage au son de La Brabançonne avant de monter dans un blindé ouvert pour passer en revue les troupes (le roi étant constitutionnellement le commandant des forces armées, complément nécessaire à son devoir de maintien de l'indépendance nationale). Après cette cérémonie et un défilé militaire et civil (effectué en raison de la fête nationale, et non de la prestation de serment), le couple royal prend un bain de foule avant de retourner au palais royal.